# Зона Вранча
Зона Вранча е сеизмологично активна земетръсна зона, намираща се в района между Източните Карпати и Южните Карпати в Румъния, в по-голямата си част обхващаща Вранчански окръг.
Максималният магнитуд на земетресенията достига 7,6 степен на дълбочина от 80 до 190 км. Поради голямата дълбочина и магнитуд, активността в земетръсната зона Вранча се чувства осезаемо на юг от територията на Гърция – до Финландия на север.
През ХХ век в района на Вранча са зафиксирани над 30 земетресения с магнитуд 6,5 и по-висок. От 1107 г. до наши дни е имало над 90 земетресения с интензитет от 7-8 по скалата на Рихтер. Най-силните земетресения с магнитуд от 7 нагоре са през 1940 г. (непосредствено след Крайовската спогодба за връщането на Южна Добруджа към България) и през 1977 г. и имат катастрофални последици.
Разрушителната степен при най-силен трус в зоната обхваща почти цялата територия на България на запад до Скопие.